# Songnen Pingyuan
Songnen Pingyuan (chiń. 松嫩平原; pinyin Sōngnèn Píngyuán) – nizina w północno-wschodnich Chinach (Jilin i Heilongjiang), w dorzeczu rzek Sungari i Nen Jiang, między Wielkim i Małym Chinganem; północna część Niziny Mandżurskiej. Nizina nie wznosi się wyżej niż 200 m n.p.m.. Klimat umiarkowany chłodny, kontynentalny, z cyrkulacją monsunową. Występują liczne bagna i jeziora, a na północy wieczna zmarzlina. Miejscami zachowały się stepy. Część terenów wykorzystana jest pod uprawę (buraki, kukurydza, proso, pszenica, soja, sorgo, ziemniaki). Główne miasta niziny to Harbin, Daqing (największy region wydobycia ropy naftowej w kraju) i Qiqihar.